# Marisol Drouin
Pour les articles homonymes, voir Drouin.
Marisol Drouin est une romancière et poétesse québécoise. Elle naît en 1976 à Baie-Saint-Paul. En 2011, elle publie son premier roman intitulé Quai 31 aux Éditions La Peuplade. Ses autres textes, Je ne sais pas penser ma mort (récit) et Lola et les filles à vendre (poésie), ont paru respectivement en 2017 et en 2020 aux mêmes éditions.

## Biographie
Marisol Drouin est née en 1976 à Baie-Saint-Paul dans la région de Charlevoix. En 2004, elle complète ses études à  l'Université  Laval d'où elle obtient une maîtrise en création littéraire. C'est en 2005 qu'elle quitte Québec afin de venir s'installer à Montréal. Elle obtient un diplôme en écriture de longs-métrages du Centre de formation l'INIS en 2017.  
En 2011, elle publie son premier roman Quai 31 aux Éditions La Peuplade. À la même maison d'édition paraissent ses deux autres publications, soit un récit/essai intitulé Je ne sais pas penser ma mort en 2017 et un recueil de poésie, Lola et les filles à vendre, en 2020. En plus de ces écrits, l'autrice publie, au printemps 2016, un court texte intitulé Une place assise dans la revue de création littéraire Moebius. Elle y relate les réactions de sa protagoniste face à un attentat fictif. En automne 2019, Marisol Drouin a aussi participé à la résidence d'écriture de l'Institut Canadien de Québec dans la Maison de la littérature. Là, elle a travaillé à la rédaction d'un nouveau roman, lequel veut questionner l'anxiété contemporaine face à la fin des temps.
Marisol Drouin a d'ailleurs rédigé et interprété des chansons pour le groupe Macha Fjord qu'elle a fondé en 2012 avec le musicien Olaf Gundel. Leur premier album s'intitule ni tribune ni temps ni désaccord.

## Résumé des oeuvres
- Quai 31 : Quai 31 est le premier roman de Marisol Drouin. Le récit suit le personnage d’Échine, lequel immigre tout juste en « Occident ». La ville dans laquelle évolue le personnage, presque homologue de Québec[7], est divisée en deux sections distinctes, soit la « Haute-Ville » et la « Basse- Ville ». C’est un univers aux allures dystopiques que peint Marisol Drouin dans ce roman, les personnages étant presque tous affublés d’organes artificiels[8]. Ce qui fait pivoter le récit, c’est l’apparition de cette maladie du « tordu » qui atteint et dissipe une majorité de la population fictive. Malgré le ton plutôt sombre qui parcourt le texte, le lecteur a tout de même droit à certains moments de  tendresse[8] lors de sa lecture, comme le mentionne la critique de La Presse. La relation qui existe entre Échine et sa mère ou bien l'amour qu'il ressent envers le personnage de Chirma en sont des exemples.
- Je ne sais pas penser ma mort : Avec ce deuxième livre, Marisol Drouin propose une réflexion sur la création littéraire ainsi que sur la mort[9] qui prend la forme de l’essai et de l’écriture de l’intime. C’est sur ce ton de rage, mais surtout d’urgence que l’autrice aborde la mise à mort, l’avortement  en 2016 du roman sur lequel elle travaillait depuis près de cinq ans[10]. Il s’agit d’un texte où se côtoient intimement écriture et féminité[10], Marisol Drouin liant le roman avorté, la perte de la parole à l’expérience du féminin. On retrouve, dans ce deuxième livre, une voix que la critique décrit comme étant d’une vulnérabilité saisissante[11].
- Lola et les filles à vendre : À travers ce troisième livre, Marisol Drouin aborde, pour la première fois, la poésie. Ce sont des poèmes crus qu’offre ici l’écrivaine, à travers desquels elle exploite les difficultés de la féminité, l'écriture, la pornographie et l'amour[12]. On y retrouve ce même ton d’urgence qui semble ponctuer son écriture. Il est ici exploité afin d’aborder le rapport de force qui perdure entre les hommes et les femmes[13], l’écrivaine exposant, dans son recueil, ce en quoi les codes littéraires sont souvent basés sur l’expérience du masculin. Lola et les filles à vendre, c’est aussi cette poésie qui laisse entendre les voix de Gabrielle Roy, de Toni Morrison et de Nelly Arcan[14], exploitant ainsi plusieurs visions du portrait féminin.

## Œuvres
- Quai 31, Éditions La Peuplade, 2011.
- Je ne sais pas penser ma mort, Éditions La Peuplade, 2017.
- Lola et les filles à vendre, Éditions La Peuplade, 2020.